# بتا تازی‌ها
بتا تازی‌ها که خارا و آستریون هم نامیده شده، یک ستاره است که در صورت فلکی تازی‌ها قرار دارد. نام خارا از یونانی χαρά و به معنی شادی است.